# Condado de Sandoval
O Condado de Sandoval (em inglês:  Sandoval County) é um dos 33 condados do estado americano do Novo México. A sede do condado é Bernalillo e sua maior cidade é Rio Rancho. Foi fundado em 1903.
O condado possui uma área de 9 624 km², dos quais 9 610 km² estão cobertos por terra e 14 km² por água, uma população de 131 561 habitantes, e uma densidade populacional de 13,7 hab/km² (segundo o censo nacional de 2010). É o quarto condado mais populoso do Novo México.